# 戴庙镇
戴庙镇，是中华人民共和国山東省泰安市东平县下辖的一个乡镇级行政单位。

## 行政区划
戴庙镇下辖以下地区：
孟垓村、戴庙村、沈楼村、司里村、中金山村、东金山村、西金山村、土山村、王庄村、小刘村、三里庄村、谭那里村、杨岱村、小徐村、十里堡村、宋圈村、戚垓村、芦里村、小聂村、于庄村、小赵村、新华村、南杨庄村、前张庄村、陆庄村、西辛村、后吕庄村、张垓村、王常庄村、小李村、刘圈村、南庄村、五里堡村、辛那里村、薛庄村、范庄村、辛庄村、郭那里村、小王村、魏庄村、鹅刘村、后张庄村、段那里村、孙庄村、大赵村、董那里村、桑园村和师集村。

## 人口
2010年中国第六次人口普查时，戴庙乡共有人口36074人。共有家庭10158户，平均每户3.43人。14岁以下的少年儿童共5900人，占总人口16.35%；15-64岁人口共26566人，占总人口73.64%；65岁及以上的老年人共3608人，占总人口的10.00%。男性共计18507人，占总人口51.30%；女性共计17567，占总人口48.69%。本地居住的人口中，拥有本地户籍的人口为35351人，占97.99%。